# Confienza
Confienza – miejscowość i gmina we Włoszech, w regionie Lombardia, w prowincji Pawia.
Według danych na rok 2004 gminę zamieszkiwało 1636 osób, 62,9 os./km².